# Canal Kin Télévision
Canal Kin Télévision (CKTV) est une chaîne de télévision généraliste commerciale privée de la République démocratique du Congo diffusée à Kinshasa.

## Histoire de la chaîne
Canal Kin est créée en 1993 par l'homme d'affaires Jean Bemba Saolona à la suite de la période de démocratisation de l'audiovisuel initiée en avril 1990 et qui est à l’origine d’une floraison de chaînes de télévision privées au Zaïre devenu République démocratique du Congo en 1997. La chaîne tire son nom du diminutif donné à la capitale de la RDC par ses habitants.
Le 22 septembre 2000, le ministre de la communication Dominique Sakombi Inongo, agissant au nom du gouvernement de Laurent-Désiré Kabila, confisque la chaîne qu'il rebaptise le 30 octobre RTNC3. Canal Kin paye le fait que son promoteur, Jean-Pierre Bemba, soit devenu chef rebelle. La chaîne est rendue à son propriétaire le 13 octobre 2001 par décision du ministre de la Communication et Presse, Kikaya bin Karubi, en référence à la loi du 22 juin 1996 qui consacre la liberté d'opinion et d'expression, et reprend son nom de Canal Kin Télévision.
Lundi 18 septembre 2006, un incendie détruit les studios des chaînes de télévision Canal Kin Télévision et Canal Congo Télévision, appartenant à Jean-Pierre Bemba. Pour son parti, le MLC, c’est un « attentat». Stéphane Kitutu O'Leontwa, directeur général des chaînes Canal Congo Télévision (CCTV) et de Canal Kin Télévision est brûlé au troisième degré.
Canal Kin Télévision cesse d'émettre le 27 octobre 2006, au soir du scrutin du second tour de l'élection présidentielle dont Jean-Pierre Bemba est candidat, suscitant des interrogations sur l'origine des pannes, le camp Bemba sous-entendant que le camp Kabila n'y est pas étranger. Après avoir finalement admis l'existence d'un problème technique à la régie de CKTV, la chaîne reprend ses émissions le 4 novembre.

## Organisation

### Dirigeants
Directeurs généraux :
- Stephane Kitutu O’Leontwa : 22/09/2000 - 18/09/2006
- Maurice Bokoko (par intérim) : 18/09/2006 - 22/09/2006
- Nicolas Madimba : depuis le 22/09/2006

Directeur de l'information :
- Maurice Blondel Bokoko

Sous-directeur des informations :
- Patrick Palata

### Capital
La chaîne appartient à la famille Bemba Saolona dont le père a été ministre de l'Économie dans le gouvernement de Laurent-Désiré Kabila et le fils, Jean-Pierre Bemba, est chef du mouvement rebelle Mouvement de libération du Congo et principal opposant au président Joseph Kabila.

## Programmes
Canal Kin diffuse des films et des émissions à caractère culturel et religieux. Depuis le début de la campagne électorale présidentielle de 2006, la chaîne diffuse énormément d’émissions-débats politiques ainsi que toutes les réunions publiques du candidat Jean-Pierre Bemba. Elle est régulièrement accusée de propagande en faveur de ce dernier par le camp adverse.
CK TV est la première chaîne à diffuser des programmes à caractère érotique ou pornographique au Congo. Elle est d’ailleurs surnommée Canal Konzo, par les Kinois, surnom qui est depuis affiché tous les week-ends après minuit à la place de CK TV, annonçant de la pornographie.[réf. nécessaire]